# Mangala Samaraweera
Pour les articles homonymes, voir Mangala.
Mangala Pinsiri Samaraweera (né le 21 avril 1956 et mort le 24 août 2021), est un homme d'État srilankais. 

## Biographie
Il a été ministre des Affaires étrangères du 19 novembre 2005 au 28 janvier 2007, puis de nouveau à partir du 12 janvier 2015.
Il occupe trois postes ministériels sous la présidence de Chandrika Kumaratunga, celui des Postes et des Télécommunications, du Développement urbain, de la Construction et des Équipements collectifs publics et des Ports, de l'Aviation et des Médias. 
Il meurt le 24 août 2021, de complications liées au Covid-19. Avant sa mort, il avait été admis dans une unité de soins intensifs de l'hôpital privé de Colombo après avoir été testé positif au COVID-19 en août 2021 bien qu'il ait été immunisé avec le vaccin Pfizer.